# 飛行機―あるいは彼はいかにして詩を読むようにひとりごとを言ったか
「飛行機―あるいは彼はいかにして詩を読むようにひとりごとを言ったか」（ひこうき あるいはかれはいかにしてしをよむようにひとりごとをいったか）は、村上春樹の短編小説。

## 概要
| 初出     | 『NADIR』1987年秋号                                           |
| 初出     | 『ユリイカ臨時増刊 総特集村上春樹の世界』1989年6月号 【加筆】 |
| 収録書籍 | 『TVピープル』（文藝春秋、1990年1月）                         |

『ユリイカ臨時増刊』掲載時の挿絵は宇野亜喜良。

### 英訳
| タイトル | Aeroplane: Or, How He Talked to Himself as If Reciting Poetry |
| 翻訳     | ジェイ・ルービン                                              |
| 初出     | 『ザ・ニューヨーカー』2002年7月1日号                          |
| 収録書籍 | 『Blind Willow, Sleeping Woman』（クノップフ社、2006年7月）   |

## あらすじ
彼は二十歳になったばかりだった。当時女は彼より七つ歳上で、結婚していて、子供までいた。彼女の夫は旅行会社に勤めていて、月の半分近くは家を留守にしていた。夫はオペラが好きらしく、家にはヴェルディやらプッチーニやらドニゼッティやらリヒャルト・シュトラウスやらの三枚組、四枚組の分厚いレコードが、作曲家別に整理されて並んでいた。
五月の昼下がり、その日もやはり彼女は泣いていた。泣き終わったあと二人は交わい、彼は浴室に行って先にシャワーを浴びた。浴室から戻ると女は彼に訊ねた。「ねえ、あなた昔からひとりごとを言う癖があったの？」
彼は首を振り、ひとりごと言ってるなんて気づきもしなかったと答えた。女はメモ用紙を手に取り、ボールペンを使ってそこに何かを書き始めた。「私、ちゃんと全部そらで覚えているのよ。これが飛行機についてのひとりごと」
彼は声を出してそれを読んでみた。
その少しあとで彼女はまた泣いた。一日に彼女が二度泣くなんて、それが初めてだった。そしてそれが最後だった。